# Otto Georg Thierack

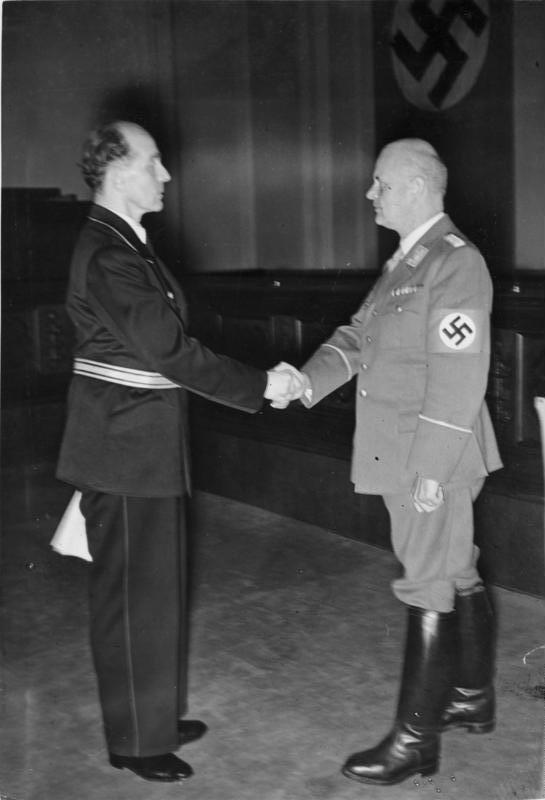
Otto Thierack con el juez Roland Freisler.

Otto Georg Thierack (Wurzen, Sajonia; 19 de abril de 1889 - 26 de octubre de 1946) fue un abogado, político y criminal de guerra nazi.

## Trayectoria
Sirvió en la Primera Guerra Mundial, donde fue ascendido a teniente. Recibió heridas en el rostro y fue condecorado con la Cruz de Hierro.
Retomó su carrera en leyes y se unió al partido nazi en 1932. Presidió la asociación de juristas Rechtswahrerbund y pronto fue presidente del recientemente establecido Tribunal del Pueblo en 1936 hasta 1942 siendo sucedido por Roland Freisler.
El 20 de agosto de 1942, asumió como ministro de justicia del Tercer Reich modificando leyes y estatutos. Persiguió a grupos "antisociales" -judíos, polacos, rusos, gitanos- coincidiendo con Heinrich Himmler que debían ser "aniquilados trabajando".[cita requerida] Instigó las ejecuciones masivas a partir del 7 de septiembre de 1943.
Después de su arresto, se envenenó antes del Juicio de Nuremberg.